# Мирчо Найденов
Мирчо Найденов Георгиев, известен като Мирчо Найдов и Свакярчето, е български революционер, прилепски войвода на Вътрешната македоно-одринска революционна организация.

## Биография
Мирчо Найденов е роден в 1878 година в село Мажучище, Прилепско, тогава в Османската империя. Баща му е Найдо хайдутин, четник на Спиро Църнев. Става член на ВМОРО и през 1904 г. влиза в четата на велешкия войвода Стефан Димитров. През 1905 г. се прехвърля в прилепската чета на Георги Ацев. След смъртта на Ацев на 25 юни 1906 г. го замества като прилепски околийски войвода. Прилепските чети на Найденов и Гьоре Спирков взимат участие в битката на връх Ножот на 14 юли 1907 година.
След избухването на Балканската война в 1912 година е доброволец в Македоно-одринското опълчение и служи в четата на Кръстьо Гермов, а по-късно в 1 рота на 9 велешка дружина. На 7 ноември 1912 година е ранен. Носител е на орден „За храброст“ IV степен. През Първата световна война служи в 5 пехотен македонски полк на 11 дивизия, а след това в ротата на Тане Николов в Моравската военноинспекционна област. Тежко е ранен при село Объртинце, Поморавието и умира на път за болницата в Ниш.